# Florian Grengbo
Florian Grengbo, född 23 augusti 2000, är en fransk tävlingscyklist som tävlar i bancykling. 

## Karriär
Vid olympiska sommarspelen 2020 i Tokyo var Grengbo en del av Frankrikes lag som tog brons tillsammans med Rayan Helal och Sébastien Vigier i lagsprint.
I januari 2024 vid EM i Apeldoorn var Grengbo en del av Frankrikes lag tillsammans med Rayan Helal och Sébastien Vigier som tog silver i lagsprint.